# Dado Topić
Adolf "Dado" Topić, hrvaški pevec, bas kitarist, kitarist, skladatelj, aranžer in tekstopisec, * 4. september 1949, Siverić, FLR Jugoslavija.
Topić je hrvaški glasbenik, skladatelj, tekstopisec, aranžer, kitarist in pevec. S glasbo se je pričel ukvarjati v srednji šoli kot član zasedbe »Đavolji eliksiri«. Kasneje je postal član beograjske zasedbe Korni grupe, zatem pa je ustanovil zasedbo Time, s katero je postal znan po vsej Jugoslaviji. Po razpadu skupine Time je Topić nadaljeval s solistično kariero, ki traja vse do danes.
Leta 1995 je skupaj z Akijem Rahimovskim prejel glasbeno nagrado Porin za najboljše vokalno sodelovanje.
Leta 2007 je s skupino Dragonfly predstavljal Hrvaško na Pesmi Evrovizije.

## Začetki kariere
Glasbeno kariero je Topić začel kot srednješolec v skupini »Đavolji eliksiri«, v kateri je kitaro igral Josip Boček. Topić je v skupini pel in igral bas kitaro. Kasneje sta oba igrala v skupini »Lavine«, leta 1967 pa sta se želela pridružiti najuspešnejši zasedbi osiješke skupine »Dinamiti«.
Prvo zasedbo »Dinamitov« so sestavljali pevec Krunoslav »Kićo« Slabinac, kitarist Antun Nikolić, basist Alberto Krasnići, klaviaturist Vlada Lazić in bobnar Ratko Divjak. Ko sta Slabinac in Nikolić odšla na služenje vojaškega roka, so zasedbo sestavljali Topić (ki je prešel na ritem kitaro), Boček, Divjak in Krasnići. Topić je kmalu postal odličen vokalist soul in blues glasbe. »Genijalci iz Osijeka« (tako jih je imenovala publika) so igrali samo tuje skladbe, ki jih nikoli niso posneli. Predhodni »Dinamiti« so leta 1967 posneli dve skladbi – "Čađava mehana" in "Čačak kolo", ki sta leta 1994 izšli na kompilacijskem albumu Yu retrockspektiva.
Leta 1969 se je iz Nemčije vrnil kitarist Vedran Božić, ki je igral po klubih s skupino »Roboti«. Po razpadu te skupine je Božić ustanovil zasedbo »Wheels Of Fire«, ki je nekoč v klubu igrala skupaj z Jimijem Hendrixom. Pod vtisom Božića je Topić predlagal članom »Dinamitov«, da bi se tudi oni preizkusili v tujini, a brez uspeha. Razočaran nad takšnim odzivom, je želel sam oditi v tujino, vendar je leta 1969 dobil povabilo v skupino »Korni grupa«, kjer naj bi zamenjal vokalista Daliborja Bruna. Po Topićevem odhodu v Beograd so »Dinamiti« prenehali z delovanjem. Topić je pri Korni grupi pričel pisati skladbe in tako so nastale njegove prve skladbe "Remember", "Žena je luka a čovjek brod" in "Prvo svjetlo u kući broj 4", ki jo je napisal skupaj s Kornelijem Kovačem. Skladbe so bile napisane v stilu progresivnega rocka, ki ga je takrat izvajala skupina. Zanimivo je, da se nobena izmed omenjenih skladb ni znašla na ploščah Korni grupe.

## Zasedba Time
Topić je septembra 1971 odšel iz skupine »Korni grupa« in v Zagrebu s pomočjo menedžerja Vladimirja Mihaljeka ustanovil zasedbo Time. Skupina je uradno nastala v novembru 1971. Prvo zasedbo so sestavljali: Dado Topić (vokal), Tihomir Pop Asanović (klaviature), Vedran Božić (kitara), Mario Mavrin (bas kitara), Ratko Divjak (bobni) in Brane Lambert Živković (flavta in klavir).
Prvi skupinin studijski album Time je izšel leta 1972. Avtor večine skladb na tem albumu je bil Topić, ki je nekaj skladb napisal še kot član Korni grupe. Album vsebuje epsko skladbo "Za koji život treba da se rodim", jazz orientirano "Kralj alkohol", "Istina mašina", "Hegedupa upa" in balado "Pjesma No. 3". Time je bil leta 1998 uvrščen na 3. mesto lestvice najboljših jugoslovanskih rock in pop albumov v knjigi YU 100: najbolji albumi jugoslovenske rok i pop muzike. 
Album Time II, je Topić je posnel skupaj z Asanovićem, Divjakom in kitaristom Dragom Jelićem iz YU grupe. Album je izšel leta 1975 pri založbi PGP RTB. Na plošči so se znašle skladbe "Alfa Romeo GTA", "Dok ja i moj miš sviramo jazz", "Živjeti slobodno", balada "Da li znaš da te volim", "Divlje guske" in "Balada o 2000", kjer je glasbo pripeval Alberto Krasnići. Time II je bil leta 1998 uvrščen na 52. mesto lestvice najboljših jugoslovanskih rock in pop albumov v knjigi YU 100: najbolji albumi jugoslovenske rok i pop muzike.
Naslednji in zadnji album Život u čizmama s visokom petom je Topić posnel v Münchnu skupaj z Vedranom Božićem (kitara), Chrisom Nichollsom (klaviature), Ratkom Divjakom (bobni), Čarlijem Novakom (bas kitara), Ivanom Stančićem (bobni) in Zdenko Kovačiček (spremljevalni vokal). Na albumu se nahaja hit skladba "Rock'n'roll u Beogradu".
Konec leta 1977 je sledil propadli poskus združitve skupin Time in K2, kjer bi bili skupaj v zasedbi Kornelije Kovač, Dado Topić, Ratko Divjak, Čarli Novak, Sloba Marković in Josip Boček. Ko sta se Božić in Petej konec leta 1977 zaposlila kot studijska glasbenika, je skupina Time prenehala z delovanjem.

## Samostojna kariera
Topić in Nicholls sta po razpadu skupine Time pristopila k beograjski skupini »Ribeli«, ki se je kasneje preimenovala v »Mama Co Co«. Skupina je redno nastopala v Domu mladine v Beogradu, na turneji »Putujući zemljotres« pa je skupina spremljala Zdravka Čolića. Topić je leta 1979 sodeloval s skupino »Smak«, saj je v duetu z Borisom Aranđelovićem pel na singlu "Na Balkanu".

### Neosedlani
Istega leta je Topić dosegel hit s skladbo "Floyd" Zorana Simjanovića, ki je bila napisana za film »Nacionalna klasa« režiserja Gorana Markovića. Leta 1979 je Topić posnel samostojni dvojni album Neosedlani, ki je izšel pri založbi PGP RTB. V enajstih skladbah je predstavil življenjsko zgodbo izmišljenega junaka »Jovana«, ki je zaradi želje po udobnem življenju zapustil Jugoslavijo. V obdobju desetih let je »Jovan« postal žigolo, kockar in vse bolj je odkrival vrednost svoje domovine. V zadnji skladbi "Hej, Jugoslaveni" lahko opazimo verze Aleksa Šantića in Jureta Kaštelana. Pri snemanju albuma so sodelovali Josip Boček, Ratko Divjak, Čarli Novak, Chris Nicholls, Srđan Miodragović in Slađana Milošević.

### 80. leta
Topićev naslednji album Šaputanje na jastuku je izšel leta 1980. Posneli so ga Topić, Chris Nicholls, bobnar Dragan Gajić in basist Tomislav Suh. Skladbe kakor je "Elizabet", ki se nahaja na A strani, so doživele uspeh na radiu, medtem, ko bolj ambiciozni "Zvjezdana prašina" in "Mojim prijateljima" z B strani nista bili uspešni.
Topić je leta 1984 skupaj s Slađano Milošević Topić za Pesem Evrovizije posnel pop skladbo "Princeza", ki je izšla na maxi singlu. Leta 1983 je Topić skupaj z zasedbo Pepel in kri posnel mini album Vodilja.
Sredi 80. let je Topić začel sodelovati na festivalih zabavne glasbe. Na festivalu »MESAM 84« je izvedel skladbo Sanje Ilića "Bit ćemo zajedno", ki je izšla na kompilacijskem albumu Parada hitova. Naslednje leto je na istem festivalu izvedel skladbo Srđana Jula "Ne mogu ubiti ljubav", ki je izšla na festivalni plošči MESAM. Na MESAM-u leta 1988 je izvedel skladbo Kornelija Kovača "Žena od porculana", ki je izšla na festivalni plošči MESAM 88. Na Zagreb festu leta 1986 sta Mira in Dado Topić izvedla skladbo "Zagreb by night", ki je prav tako izšla na festivalni plošči.

### 90. leta
Konec 80. let se je Topić preselil v Avstrijo, kjer je leta 1993 izdal mini CD Call It Love. Na albumu so štiri skladbe, ki jih je Topić produciral v sodelovanju s Zwertnigom, solastnikom založbe in studia »Montana«. V tem obdobju je Topić sodeloval s skupino »The Spise«. Kasneje se je preselil v Poreč, v Grožnjanu pa je odprl dobro opremljen studio. Leta 1994 je s skupino Parni valjak posnel skladbo "Molitva", ki jo je odpel v duetu z Akijem Rahimovskim, za katero je leta 1995 prejel nagrado »Porin« za najboljše vokalno sodelovanje. Zatem je nastopal z zasedbo »Telephone Blues Band«. Leta 1998 je Topić skupaj z Vedranom Božićem, Ratkom Divjakom in mladimi glasbeniki ponovno formiral skupino Time. Leta 1997 je nastopil na Festivalu »Melodije Istre in Kvarnerja«, kjer je dobil prvo nagrado kritikov in publike za izvedbo skladbe »Nisan znal«. Istega leta je igral in pel v rock operi »Crna kraljica«, kasneje pa je sodeloval na dveh izvedbah rock opere »Gubec Beg«. Poleg Topića so na teh koncertih sodelovali še Josipa Lisac, Massimo Savić in Tony Cetinski.

### Novo tisočletje
V začetku novega tisočletja je Topić veliko potoval po tujini, kjer je spoznal mnoge glasbenike, od katerih je dobil nove izkušnje in jih je povabil v svoj studio. Spoznal je člane zasedb »Blood Sweat & Tears«, »Bryan Auger & Oblivion Express«, »Weather Report« in Bryana Adamsa, na čigar koncertu je večkrat sodeloval z zasedbo »Dragonfly«.
S skupino »Dragonfly« je nastopil na festivalu »Dora 2007«, ki je potekal v Opatiji in dosegel prvo mesto s skladbo "Vjerujem u ljubav". Tako je istega leta predstavljal Hrvaško na Pesmi Evrovizije, vendar se s skladbo ni uvrstil v finale.

## Diskografija

### Solo

#### Studijski albumi
- Neosedlani (1979)
- Šaputanje na jastuku (1980)
- Vodilja (1983)
- Call It Love (1993)
- Apsolutno sve (2005)
- Live in Kerempuh (2008)

#### Kompilacijski albumi
- The Best Of Slađana Milošević & Dado Topić (1989)
- Time & Dado Topić (1996)
- The Ultimate Collection (2007)

#### Singli
- "Život moj / Pjesma No.3" (1973)
- "Poželi nešto" (1976)
- "Princeza" (1984)
- "Apsolutno sve" (2004)
- "Vjerujem u ljubav" (2007)
- "Bajka o ljubavi" (2007)

### S skupino Time

#### Studijski albumi
- Time (1972)
- Time II (1975)
- Život u čizmama s visokom petom (1976)
- Vrijeme (2000)

#### Singli
- "Reci Ciganko, što mi u dlanu piše" (1973)
- "Kad jednom otkrijem čovjeka u sebi" (1975)
- "Kad smo ja i moj miš bili bokseri" (1976)
- "Tini - Tina" (1976)